# El Puig de Dalt (Olot)
El Puig de Dalt és una masia d'Olot (Garrotxa) protegida com a Bé Cultural d'Interès Local.

## Descripció
Es tracta d'una masia de planta rectangular de volum i composició simples, situada al cim de Batet en el sector de la Parròquia de Santa Maria. Presenta una façana amb obertures rectangulars, finestres balconeres en planta pis i petites finestres allargades en el pis superior.
Consta d'una teulada amb dues aigües amb el carener perpendicular a les façanes laterals i brancals diferenciats a les obertures.